# 더 페이블
더 페이블(The Fable, 일본어: ザ・ファブル)은 미나미 카츠히사가 쓰고 그린 일본 만화 시리즈이다. 고단샤의 청년 만화 잡지 주간 영 매거진에 2014년 11월부터 2019년 11월까지 연재되었으며, 단행본 22권으로 챕터가 수집되었다. "더 페이블: The second contact"라는 속편 시리즈가 주간 영 매거진에서 2021년 7월부터 2023년 7월까지 방영되었다.
실사 영화 각색판은 2019년 6월 일본에서 초연되었으며 속편은 2021년 6월에 초연되었다. 데즈카 프로덕션이 제작한 애니메이션 TV 시리즈 각색은 2024년 4월에 초연되었다.
2022년 10월까지 이 만화는 2천만 부 이상이 유통되어 베스트셀러 만화 시리즈 중 하나가 되었다. 2017년에는 『더 페이블』이 제41회 고단샤 만화상 일반 부문을 수상했다.

## 구성
자신이 가장 좋아하는 무기인 무연탄색 나이트호크 권총을 장착한 "페이블"은 일본의 모든 지하세계, 정치인, 마피아, 공인들이 두려워하는 전문 킬러이다. 이 천재적인 암살자는 마음이 원하는 대로 목표물을 6피트 아래로 6초 안에 보낼 수 있다. 어느 날 그의 후원자는 그에게 모든 것을 보류하고 오사카시의 야쿠자 일족의 은신처에서 1년 동안 누구도 죽이거나 공격하는 것을 금지하고 일반 시민의 삶을 살도록 명령한다. 방아쇠를 당기는 범죄자들에게 둘러싸인 예측할 수 없는 기질을 지닌 이 인간 무기를 위해 가장 어려운 계약이 시작된다.